# Saša Mimić
Saša Mimić (en serbio: Саша Mимић; 23 de noviembre de 1961) es un deportista serbio que compitió en remo como timonel.
Ganó una medalla de plata en el Campeonato Mundial de Remo de 2007, en la prueba de cuatro con timonel. Participó en los Juegos Olímpicos de Moscú 1980, ocupando el décimo lugar en la misma prueba.

## Palmarés internacional
| Campeonato Mundial | Campeonato Mundial | Campeonato Mundial | Campeonato Mundial |
| Año                | Lugar              | Medalla            | Prueba             |
| ------------------ | ------------------ | ------------------ | ------------------ |
| 2007               | Múnich (Alemania)  | Medalla de plata   | Cuatro con timonel |